# La'Mule
La'Mule (inicialmente estilizado como La:Mule) foi uma banda japonesa de rock do movimento visual kei formada em 1996 na região de Shikoku. O grupo ficou conhecido por seu visual representando sangue e bandagens, tornando-se representante do subgênero Iryou kei.

## Carreira

### Carreira original (1996–2003)
La'Mule foi formada em 1996 em Shikoku, Japão, pelo vocalista Kon, guitarristas Yuki e Fumi, baixista Isuke e baterista You-ya. Em março lançaram sua primeira demo, intitulada Lepra, que ganhou uma segunda edição alguns dias depois. Logo depois foram convidados por Kaiki para fazer parte de sua gravadora Soleil, lançando uma segunda demo e participando de vários eventos da gravadora. Em abril de 1997 fizeram seus primeiros três shows solo pela região de Shikoku e sua primeira turnê em outubro. Em maio haviam lançado a demo "Joukei no Miyako". Apesar de já ter várias canções em seu repertório, a banda ainda não lançava álbuns inteiros pois preferia focar em suas apresentações ao vivo.
Toki no Souretsu, seu EP de estreia, foi lançado em abril de 1998 e teve uma reimpressão em junho por ter esgotado. Em setembro, os dois guitarristas (Yuki e Fumi) deixaram a banda e foram substituídos por Sin e Nao, logo mais embarcando na turnê Blood Crack Tour. Mais tarde lançaram o álbum inspire, promovido por um evento em 10 lojas pelo país. Seus shows subsequentes na casa de shows Meguro Rokumeikan lotaram, assim como um show na Ebisu Guilty em 12 de fevereiro do ano seguinte, mesmo dia do lançamento do video de inspire. No dia 22 de março de 1999 La'Mule participou do evento Shock Wave Circuit 99' no mesmo dia que a banda Raphael. Três dias depois foi lançado o EP Curse, que figurou nas paradas da Oricon em 38° lugar. Eles participaram de mais um evento Shock Wave em 2 de abril, e Curse foi lançado em vídeo em 28 de julho. Já o primeiro single do grupo, "Kekkai -Glass Shinkei para Jiga Kyoukai-", foi lançado em setembro dessa vez superando o top 30 da Oricon. Após dois shows na Shibuya Public Hall, iniciaram a primeira turnê que passaria por todo o Japão. Terminaram o ano lançando o video "Fuyutsuki ~Yuiga no Kikei Kyoten~" por encomenda, que foi à venda geral no começo do ano seguinte.
Em 2000, La'Mule apareceu em programas de televisão da Fuji TV e da TV Tokyo. Isuke feriu o seu pulso durante uma turnê, e o show final dela teve de ser cancelado. Assim que Isuke pôde tocar novamente, eles participaram de uma turnê em conjunto com a banda S além de mais uma solo com 22 datas pelo seu país. Além disso, o vocalista Kon participou de uma turnê com a banda Vasalla. Em junho lançaram o single "Knife", com 10 mil cópias vendidas, que havia tido pré-venda em um show na Akasaka Blitz. Três shows foram realizados em promoção ao trabalho em Tóquio, Nagoia e Osaka, além de eventos em lojas em 34 locais. Seu videoclipe foi lançado no final de setembro. Um dia depois do natal, La'Mule estreou um álbum ao vivo, Dear.
2001 foi marcado pelo álbum Climax, que estreou em 22 de fevereiro e levou a banda à turnê homônima.
Em 24 de julho de 2003, La'Mule se apresentou no evento Backstage Presents Live com outras bandas da cena. No mesmo ano, anunciaram que entrariam em um hiato por tempo indefinido. O último show aconteceu na casa de shows Takadonababa no dia 29 de agosto. No dia 14, eles haviam participado do evento Shikkoku no Symphony com bandas como Deadman e The Dead Pop Stars. Seu último show foi gravado e lançado em 15 de outubro no documentário Love me.

### Pós-hiato (2003–presente)
La'Mule se reuniu para shows individuais específicos em 2006, 2010 e 2011. A banda se desfez formalmente em 2012; o show de despedida aconteceu em 6 de abril de 2012. Reuniram-se mais uma vez em 2014, para se apresentar no evento de memorial do baterista do Mirage, Ayame, no Meguro Rokumeikan em 22 de março.
Em 2008 Kon formou a banda NightingeiL, ativa até 2012. Ele então formou a banda Cell com os guitarristas Sin e Nao, que chegou a se apresentar no Anime Expo 2013 em Los Angeles, até se desfazer em 2015. Kon e Nao se apresentaram em outro evento em Los Angeles em 2015.

## Legado
Em 2016, a banda Under Fall Justice lançou um cover de "Knife", do La'Mule, que contou com a participação de Kon no refrão.
Em 2020, Kisaki produziu o álbum de coletânea Rokumeikan Densetsu, selecionando bandas significativas do movimento visual kei nos anos 90, com La'Mule entre elas. Em entrevista, ele mencionou La'Mule como um "forte rival" de suas bandas nos anos 2000.

## Membros
- Kon (紺) – vocais
- Sin – guitarra solo
- Nao – guitarra rítmica
- Isuke – baixo
- You-ya – bateria

Membros antigos
- Mataii – bateria (1996–1997)
- Fumi – guitarra (1996–1998)
- Yuki – guitarra (1996–1998)

## Discografia
Álbuns e coletâneas
- Inspire (2 de dezembro de 1998)
- Fuyuutsuki ~Yuigadai Kikeikyouten~ (11 de janeiro de 1999)
- Climax (22 de fevereiro de 2001)
- Best (10 de setembro de 2002)
- Eyes Bloodshed (5 de abril de 2013)

EPs
- Toki no Souretsu (4 de abril de 1998)
- Curse (25 de março de 1999), posição nas paradas Oricon: 38[22]

Singles
- Kekkai -Glass Shinkei to Jiga Kyoukai- (28 de julho de 1999)
- Nigatsu Itsuka no Namida (março de 2000)
- Knife (6 de junho de 2000)
- Sweet Enemy (21 de maio de 2001)
- Memory of Flow (25 de maio de 2001)
- Ichinichi no Kodoku Hyakunen no Kodoku (20 de julho de 2001)
- Ran (24 de dezembro de 2001)
- Gimmick (2 de fevereiro de 2002)
- Fit to Naked the Heavens Fall (29 de maio de 2002)
- Psycho Dive (11 de novembro de 2002)
- Berlin (12 de dezembro de 2002)

Demos
- Lepra (março de 1996)
- Black Tape (7 de setembro de 1996)
- Mis-take of Out-take (abril de 1997)
- Joukei no Miyako (maio de 1997)
- Mind Control/Usagi no Tsumi (6 de janeiro de 1998)
- Sola (18 de julho de 2001)